# Antirretroviral
Antirretrovirais (ARV) são medicamentos utilizados para o tratamento de infecções por retrovírus, especialmente o vírus da imunodeficiência humana (HIV/VIH). O HIV é um retrovírus que infecta, principalmente, células do tipo Linfócitos TCD4+, que são responsáveis pela defesa do organismo contra micro-organismos patógenos. Uma vez infectado pelo HIV, o indivíduo fica mais vulnerável a infecções oportunistas, cânceres, alterações neurológicas, fisiológicas e metabólicas graves. Além disso, caso não receba o tratamento adequado, a pessoa com HIV pode evoluir para a Síndrome da Imunodeficiência Adquirida (AIDS).
Os antirretrovirais atuam inibindo a replicação viral e a infecção de novas células pelo HIV, em diferentes alvos e etapas de replicação, de acordo com a classe farmacológica. Esses medicamentos sugiram na década de 1980, com o advento da zidovudina (AZT), um inibidor da transcriptase reversa análogo de nucleosídeos.
O uso associado de múltiplos medicamentos pertencentes a diferentes classes farmacológicas para manejo da infecção pelo HIV, é conhecido como terapia antirretroviral (TARV). A TARV diminui a carga viral total de HIV do paciente, e auxilia na recuperação e manutenção das funções do sistema imunológico, através do aumento da contagem dos Linfócitos TCD4+. Além disso, manter uma boa adesão à TARV previne a transmissão do HIV em relações sexuais, desde que a pessoa vivendo com HIV alcance carga viral indetectável, ou seja, uma contagem inferior a 40 cópias do vírus por mL de sangue. Assim, atualmente, adotou-se o consenso de I = I (indetectável é igual a intransmissível), sendo a TARV uma forma de prevenção da infecção pelo HIV.
Entre as principais causas de não adesão estão o esquecimento, as mudanças na rotina diária, o número excessivo de comprimidos e os efeitos colaterais causados pelos antirretrovirais. Porém algumas pessoas se recusam a tomar os medicamentos porque a medicação traz lembranças do HIV, por não aceitarem tomar as medicações por um longo período, por estarem sem sintomas físicos da doença (antes do CD4 cair a menos de 350) e por estarem com depressão maior. Uma das diretrizes das indicações para TARV inclui o uso racional de antirretrovirais, considerando sua eficácia, efetividade, toxicidade e comodidade posológica. Assim, é possível considerar a mudança para um esquema alternativo em algumas situações, como: efeitos adversos agudos/subagudos, prevenção de toxicidade em longo prazo, falha virológica à TARV, comorbidades associadas, prevenção de interações medicamentosas graves e planejamento de gravidez. Entretanto, a mudança da TARV deve seguir o princípio fundamental de manter a supressão viral, sem comprometer futuras opções de tratamento.
Caso a pessoa descubra ser portadora de HIV antes de desenvolver AIDS é possível nunca apresentar nenhum sintoma e fazer um tratamento sem efeitos colaterais por tempo indeterminado.

## Medicamentos
Medicamentos atualmente utilizados na terapia antirretroviral (TARV) combinada com seu mecanismo de ação e principais efeitos adversos.
| Classe                                                                   | Nome genérico | Mecanismo de ação | Efeitos adversos |
| ------------------------------------------------------------------------ | --- | --- | --- |
| Inibidores da transcriptase reversa análogos de nucleosídeos (ITRN)      | Estavudina (d4T), zidovudina (AZT), didanosina (ddI), lamivudina (3TC), abacavir (ABC), tenofovir desoproxila(TDF), entricitabina (FTC) | Impedem a infecção das células, pois atuam sobre a transcriptase reversa, impedindo que o RNA viral se transforme em DNA complementar | Acidose lática, alteração de DMO, diabetes/resistência insulínica, dislipidemia, doença cardiovascular, eventos gastrointestinais, eventos hepáticos, eventos renais/urolitíase, lipodistrofia, miopatia/elevação de creatina fosfoquinase (CPK), rash, reação de hipersensibilidade, exceto rash isolado e síndrome de Stevens-Johnson, sangramentos, Síndrome de Stevens-Johnson/necrólise epidérmica tóxica, Sistema nervoso/eventos psiquiátricos, supressão de medula óssea |
| Inibidores da transcriptase reversa não-análogos de nucleosídeos (ITRNN) | Efavirenz (EFZ), nevirapina (NVP), etravirina (ETR)                                                                                     | Também atuam sobre a transcriptase reversa impedindo que o RNA viral se transforme em DNA complementar                                | Alteração de DMO, diabetes/resistência insulínica, dislipidemia, eventos hepáticos, lipodistrofia, rash, reação de hipersensibilidade, exceto rash isolado e síndrome de Stevens-Johnson, Síndrome de Stevens-Johnson/necrólise epidérmica tóxica, Sistema nervoso/eventos psiquiátricos |
| Inibidores de protease (IP) (Inibidores da 'maturação')                  | Atazanavir (ATV), darunavir (DRV), lopinavir (LPV), ritonavir (RTV), saquinavir (SQV), tipranavir (TPV)                                 | Atuam impedindo a clivagem da protease do polipeptídeo precursor viral e bloqueia a maturação do vírus                                | Alteração de DMO, colelitíase, diabetes/resistência insulínica, dislipidemia, doença cardiovascular, eventos gastrointestinais, eventos hepáticos, eventos renais/urolitíase, lipodistrofia, rash, sangramentos, Síndrome de Stevens-Johnson/necrólise epidérmica tóxica |
| Inibidoes de fusão/inibidores da entrada do HIV                          | Enfuvirtida (T-20) | Impedem a entrada do material genético viral pela sua ação no mesmo local da entrada do HIV na célula que expressa receptor CD4       | Eventos hepáticos, reação de hipersensibilidade, exceto rash isolado e síndrome de Stevens-Johnson. |
| Inibidores da integrase (INI)                                            | Dolutegravir (DTG) Raltegravir (RAL) | Bloqueiam a atividade da enzima integrase, responsável pela inserção do DNA do HIV ao DNA humano.                                     | Alteração de DMO, eventos renais/ urolitíase, lipodistrofia, miopatia/elevação de creatina fosfoquinase (CPK), reação de hipersensibilidade, exceto rash isolado e síndrome de Stevens-Johnson, Síndrome de Stevens-Johnson/necrólise epidérmica tóxica, Sistema nervoso/eventos psiquiátricos, supressão de medula óssea. |
| Antagonistas do correceptor CCR5                                         | Maraviroque (MVC) | Bloqueia a interação entre o CCR5 e a glicoproteína 120 do HIV-1, prevenindo a entrada do vírus HIV-1 R5 trópico nas células          | Diminuição do peso, insônia, neuropatia periférica, tontura, parestesia, disgeusia, sonolência, tosse, dor abdominal, distensão abdominal, constipação, dispepsia, aumento da alanina aminotransferase (ALT), da aspartato aminotransferase (AST) e da gamaglutamiltransferase (GGT), rash, alopecia, espasmo muscular, dor nas costas, dor nas extremidades, aumento da creatinina fosfoquinase sérica, astenia, fadiga.                                                        |

## Risco de doenças
Portadores de HIV que usam antirretrovirais possuem riscos significantemente maiores de desenvolver hipertensão (21,2% vs 15,9%), diabetes (11,5% vs 6,6%), dislipidemia, ou seja, aumento da gordura corporal (23,3% vs 17,6%) e de infarto agudo do miocárdio (1,11% vs 0,69%) do que pessoas sem HIV. Esses problemas são mais comuns em idosos e pessoas que fazem uso da TARV há muitos anos. Um motivo possível para isso é um menor cuidado com a própria saúde pelos portadores de HIV. O consumo de omega 3 diminui os riscos de problemas cardiovasculares.

## Acesso universal em Portugal
Tanto em Portugal como em qualquer outro país da União Europeia o tratamento do HIV por antirretrovirais é universal e gratuito, com acompanhamento de consultas médicas da área da infeciologia, mensais, numa fase inicial e, trimestrais, numa fase continuada de acompanhamento da doença.
Estas consultas são acompanhadas por exames laboratoriais detalhados do sangue do paciente seropositivo para um melhor acompanhamento médico e descoberta de quais os melhores medicamentos antirretrovirais a serem utilizados, caso a caso.
São disponibilizados ainda, serviços de psicoterapia a todos os pacientes, conforme requeiram ou, que sejam direcionados para tais serviços, que são gratuitos.
Os medicamentos retrovirais são normalmente levantados junto da Farmácia Hospitalar pública e junto do Hospital público central de que o paciente está adstrito.

## Distribuição gratuita no Brasil
O Brasil foi o primeiro país em desenvolvimento a distribuir gratuitamente os antirretrovirais para pessoas que vivem com HIV no país. Desde 1988, o Sistema Único de Saúde (SUS) tem distribuído medicamentos para o tratamento de infecções oportunistas. A distribuição do antirretroviral zidovudina foi iniciada em 1991. Em 1996, a Lei nº 9.3135 estabeleceu a oferta universal e gratuita de ARV aos portadores do HIV e pessoas com AIDS que preenchem os critérios estabelecidos no documento de consenso terapêutico em HIV/AIDS do Ministério da Saúde (MS). Atualmente, recomenda-se que a TARV seja ofertada a todas as pessoas vivendo com HIV, independente da carga viral e de outros parâmetros clínicos e laboratoriais.
No Brasil, os antirretrovirais utilizados para o manejo da infecção pelo HIV são distribuídos pelo Sistema Único de Saúde (SUS), sem custo adicional ao usuário, desde 1996. Além disso, a partir de 2013, o SUS passou também a garantir o tratamento para todas as pessoas vivendo com HIV (PVHIV), independente da carga viral. Atualmente, no SUS, estão disponíveis 19 medicamentos antirretrovirais, divididos em 6 classes terapêuticas e em 34 apresentações farmacêuticas diferentes.
A distribuição é feita a partir de unidades dispensadoras de medicamentos (UDM) de todo país de acordo com as prescrições do médico que atende o paciente.
Em 2020, estimava-se que cerca de 920 mil pessoas viviam com HIV no Brasil. Dessas, 89% foram diagnosticadas, 77% faziam tratamento com antirretroviral e 94% das pessoas em tratamento não transmitiam o HIV por via sexual por terem atingido carga viral indetectável. Em 2020, até outubro, cerca de 642 mil pessoas estavam em tratamento antirretroviral. Em 2018 eram 593.594 pessoas em tratamento. São oferecidas no país cinco classes terapêuticas de ARV: inibidor da transcriptase reversa análogo de nuclueosídeo (ITRN); inibidor da transcriptase reversa não análogo de nucleosídeo (ITRNN); inibidor da protease (IP); inibidor de fusão; inibidor da integrasse (INI) e antagonistas do correceptor CCR5.